# Nuvoton
Nuvoton Technology Corporation (chiń. 新唐科技股份有限公司) – tajwańska firma produkująca scalone układy półprzewodnikowe, założona w 2008 roku. Jest wydzieloną z firmy Winbond Electronics Corp. spółką zależną, która swoją działalność rozpoczęła w lipcu 2008 roku, a we wrześniu 2010 zadebiutowała na giełdzie (TWSE: 4919).

## Przegląd
Główne linie produktowe firmy NUVOTON to: mikrokontrolery, układy scalone do aplikacji audio, układy scalone komputerowe i obsługa produkcji. Dobrze znana jest rodzina mikrokontrolerów  NuMicro z rdzeniem ARM Cortex-M0, charakteryzująca się dużą funkcjonalnością. W zakresie układów komputerowych firma projektuje i produkuje kluczowe układy do płyt głównych PC, notebooków i serwerów, oferując kompletne rozwiązania układów Super I/O, układów do monitorowania sprzętowego, zarządzania energią, zabezpieczających zgodnych z TPM (ang. Trusted Platform Module), sterowników klawiatur do notebooków oraz układów sterowania wbudowanych w platformy mobilne (EC).
Nuvoton posiada fabrykę wafli krzemowych, która obsługuje proces produkcji własnych markowych układów scalonych, a także świadczy usługi dla wybranych partnerów produkcyjnych.

## Struktura firmy
Firma NUVOTON składa się z trzech działów:
1. Mikrokontrolerowa Grupa Biznesowa – koncentruje się głównie na mikrokontrolerach i układach dźwiękowych. Mikrokontrolery NuMicro są pierwszą w Azji rodziną mikrokontrolerów ogólnego przeznaczenia, w której zastosowano 32-bitowy rdzeń ARM Cortex-M0. Ich główne cechy to szeroki zakres napięcia wejściowego, wysoka odporność na interferencje i szum, przez co są szczególnie przydatne w przemysłowych systemach sterowania podobnie, jak mikrokontrolery 8-bitowe. Rynki docelowe obejmują urządzenia elektroniki medycznej, silniki bezkomutatorowe, ekrany dotykowe, USB i wiele innych. Grupa układów audio emPowerAudio, która oferuje rozwiązania dźwiękowe o niespotykanej dotąd wydajności, energooszczędności i krótkim czasie Time-to-Market (przygotowania i wprowadzenia na rynek), ciągle powiększa się i obejmuje szeroki zakres układów do przenośnych urządzeń audio, systemów informacyjno-rozrywkowych w pojazdach i do telefonów VoIP. Układ ARM Audio SoC firmy NUVOTON jest pierwszym na rynku systemem dźwiękowym ChipCorder (do zapisu i odtwarzania dźwięku) wyposażonym w 32-bitowy rdzeń ARM Cortex-M0. Układ SoC (ang. System-on-a-chip - system w chipie) typu ISD9160 optymalizuje niskomocowy system nagrywania i odtwarzania dźwięku do zastosowań przemysłowych, takich jak przenośne urządzenia medyczne, systemy zabezpieczeń oraz pojazdy komunikacji publicznej, a także do urządzeń konsumenckich, jak bezprzewodowe urządzenia audio, czujniki pojemnościowe do paneli dotykowych, sprzęt gospodarstwa domowego, zabawki i gadżety.
2. Komputerowa Grupa Biznesowa – Nuvoton produkuje wiele rodzajów układów ASIC (ang. Application Specific Integrated Circuit). Kontynuując osiągnięcia firmy Winbond w tym zakresie na przestrzeni lat, firma Nuvoton postawiła na rozwój kluczowych układów scalonych do płyt głównych PC, komputerów przenośnych i serwerów, oferując całościowe rozwiązania układów Super I/O, układów do monitorowania sprzętowego, zarządzania energią, układów zabezpieczających zgodnych z TPM, sterowników klawiatury do notebooków itp. Zwłaszcza układy Super I/O i układy sterowania do platform mobilnych (EC) dały firmie dominujący udział w rynku.
3. Produkcyjna Grupa Biznesowa – zarządza fabryką układów scalonych, która oferuje szeroki wybór różnych technologii produkcji układów, w tym technologii logiki ogólnej, sygnałów mieszanych (tryb mieszany), wysokiego napięcia, bardzo wysokiego napięcia, zarządzania energią, maskowanych pamięci ROM, pamięci nieulotnych wbudowanych w struktury logiczne itp., opartych na technologiach 0,35 … 0,6 µm.

## Biura Nuvotona na świecie
Xinzhu, Tajwan
- Nuvoton Technology Corporation (Siedziba Główna),
- Obszary działania: prace badawczo-rozwojowe (ang. R&D), marketing, produkcja, sprzedaż

Tajpej, Tajwan
- Taipei Sales Office
- Obszary działania: sprzedaż, wsparcie techniczne

Szanghaj, Chiny
- Nuvoton Electronics Technology (Shanghai) Limited
- Obszary działania: sprzedaż, wsparcie techniczne

Shenzhen, Chiny
- Nuvoton Electronics Technology (Shenzhen) Limited
- Obszary działania: sprzedaż, wsparcie techniczne

Hongkong, Chiny
- Nuvoton Electronics Technology (H.K.) Limited
- Obszary działania: sprzedaż

San Jose, CA, USA
- Nuvoton Technology Corp. America
- Obszary działania: prace badawczo-rozwojowe, sprzedaż

Herclijja, Izrael
- Nuvoton Technology Israel Ltd.
- Obszary działania: prace badawczo-rozwojowe